# Trixagus chevrolati
Trixagus chevrolati is een keversoort uit de familie dwergkniptorren (Throscidae). De wetenschappelijke naam van de soort werd in 1859 gepubliceerd door Henri Achar de Bonvouloir.